# Alinto
 (juillet 2023).
 (avril 2013).
Alinto est une entreprise éditeur de logiciel de messagerie unifiée et d'outils collaboratifs créée par Philippe Gilbert. Elle utilise des technologies open source. Les messageries unifiées ont pour but de regrouper la réception et l'envoi de différents types de messages (courriels, SMS, télécopies messages vocaux, etc.) et des outils collaboratifs. Ses produits sont principalement destinés aux professionnels mais elle dispose également d'une messagerie gratuite destinée au grand public.

## Histoire
Alinto a été créée en  2000 avec l'appui de Hewlett-Packard, le label ANVAR (Agence nationale de valorisation de la recherche) mais également du conseil général du Rhône. La première année l'entreprise réalise un chiffre d'affaires de 180 000 € et en 2002 elle compte dix salariés et deux-cents clients. Peu à peu Alinto développe ses offres et crée des partenariats[source secondaire souhaitée] avec Microsoft, Oceanet Technology ou encore SFR.  
En novembre 2017  Alinto récupère la carte de revendeurs des solutions de Netmail en rachetant le fonds de commerce de MA Software pour répondre aussi à des problématiques d'entreprises hébergeant leurs propres serveurs de mails.
En 2019 Alinto se renforce en Espagne avec la reprise du fonds de commerce de sécurité des e-mails de la société Pricewin en réalisant sur fonds propre une coentreprise.